# Kostel Nanebevzetí Panny Marie (Štíty)
Kostel Nanebevzetí Panny Marie ve Štítech je barokní stavbou z 18. století s bohatě členěným interiérem. Kostel byl v roce 1964 zapsán na seznam kulturních památek.

## Historie
Ve Štítech stál kostel již před rokem 1350. Farnost se dostala ve druhé polovině 16. století do správy nekatolíků. Teprve r. 1633 přišel do Štítů opět katolický kněz. Ještě roku 1672 nebylo známo zasvěcení kostela - byl zřízen nový oltář a zasvěcen Panně Marii Nanebevzaté. Kostel r. 1744 vyhořel, když bylo celé město vypáleno pruským vojskem. Roku 1755 byl znovu od základu vystavěn pod patronací knížete Václava z Lichtenštejna. Pod kostelem byly zřízeny dvě krypty, kde se pochovávalo až do r. 1770. Jsou tam pochováni většinou kněží, kteří ve Štítech zemřeli, z laiků zejména baronka Marie Konstantina de Samelin z Uher. Kolem kostela stával i hřbitov, který byl zrušen v roce 1836. Tři zvony ulil olomoucký zvonař Valerius Oblätter v letech 1762 až 1766. Sochy v kapli sv. Anny vytvořil řezbář Ignác Tomášek z Jedlí. Roku 1793 byla postavena nová fara.
Roku 1889 postihl město největší požár v jeho historii. Oheň zničil náměstí, faru, školu za kostelem, radnici a celý kostel. Vnitřní vybavení i střecha shořely, zvony a hodiny se roztavily. Z prostředků získaných sbírkami farníků byla roku 1891 zničená budova i s věží provizorně pokryta na dalších 21 let. Definitivní podobu získává kostel roku 1912. Pomocí sbírek věřících a za finančního přispění knížete Jana z Lichtenštejna je kostel opraven a postavena i nová kopulovitá věž.
Během 1. světové války přišel kostel o tři zvony, v letech 1923 a 1933 však byly vysvěceny a zavěšeny zvony nové. V dalších letech byly průběžně prováděny vnější opravy budovy i úpravy a modernizace interiéru. Významnou událostí bylo roku 1976 zavěšení dvou nových zvonů z dílny L. Dytrychové z Brodku u Přerova. V letech 1995 - 1997 prošel chrám nejvýznamnější a zatím nejnákladnější opravou, v rámci programu Regenerace městských památkových rezervací byla provedena celková rekonstrukce vnějšího vzhledu. 

## Popis

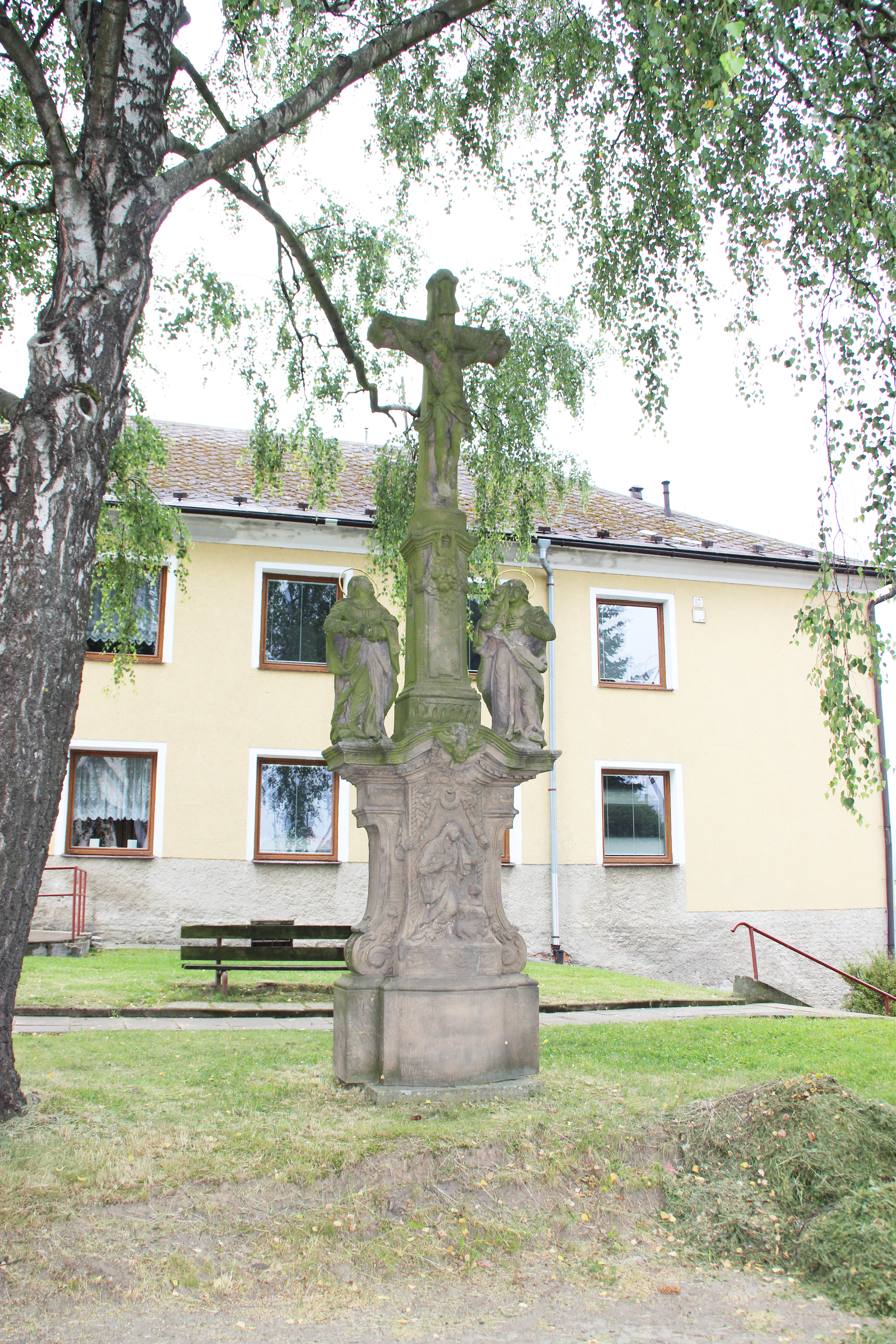
Kalvárie

### Areál
Farní kostel Nanebevzetí Panny Marie je situován v horní části náměstí na vyvýšenině, kde tvoří zdaleka viditelnou dominantu města. Vedle se nachází jednopatrová budova fary z konce 18. století. Po levé straně schodiště vedoucího k hlavnímu vstupu do kostela stojí kamenný jetelový kříž s korpusem Ježíše Krista. Památkově chráněný kříž pochází z roku 1859 a jeho hranolový podstavec zdobí reliéf se zobrazením nanebevzetí Panny Marie. Na severní straně v blízkosti kostela stojí sloup se sousoším Kalvárie z roku 1808. Pískovcový kříž s korpusem Krista je osazen na hranolovém podstavci s volutovými křídly, která jsou ukončena profilovou římsou se sochami Bolestné Marie a sv. Jana Evangelisty. Na přední straně podstavce je reliéf sv. Máří Magdaleny. 
Celé náměstí a jeho blízké okolí je od roku 1994 vyhlášenou městskou památkovou zónou.

### Kostel
Kostel je jednolodní stavba s půlkruhovým závěrem kněžiště, které je směrováno na západ. Fasádu člení pilastry s římsovými hlavicemi a z bočních stran čtveřice vyzděných opěrných pilířů. Mezi nimi jsou prolomena půlkruhově zaklenutá okna. Hlavní průčelí přechází nad římsou ve volutový štítový nástavec, ze kterého vyrůstá kvadratická věž zakončená cibulí, lucernou a makovicí. Věž ve zvonicovém patře má ze všech stran prolomena vysoká obdélná okna se segmentovými záklenky, nad nimiž jsou instalovány ciferníky hodin. Ve střední ose průčelí je hlavní vchod, ke kterému vede kamenné schodiště. Nad vchodem se nachází velké segmentově zaklenuté okno s profilovanou šambránou. Na jižní straně je mezi presbytářem a lodí přistavěna sakristie s pěti obdélnými okny zdobenými barokní mříží z ornamentálně tvarované tyčoviny. V jihovýchodní části je zvenčí zasazen do zdi kamenný náhrobek s datací r. 1835. Kostel je zastřešen sedlovou střechou s půlkruhovým závěrem. 
Bohatě členěný interiér je zaklenut pruskými klenbami. Na jižní straně kněžiště je sakristie zaklenutá valenou klenbou s výsečemi a nad ní je plochostropá oratoř Pod kostelem jsou vyzděny krypty se zaklenutými prostorami. Na výzdobě interiéru se podíleli i místní umělci - Ignác Tomášek z Jedlí (plastiky) a na přelomu 19. a 20. století akademický malíř Jan Umlauf (obrazy). Dvoumanuálové varhany s mechanickou trakturou postavila v poslední dekádě 19. století firma Rieger z Krnova.